# 高麗契丹戦争
『高麗契丹戦争』（こうらいきったんせんそう、原題：「고려 거란 전쟁」）は2023年11月11日から韓国KBSで放送されたテレビドラマである。「KBS大河ドラマ」第34作目。2022年12月に制作発表した。

## 概要
この作品は、天才的な指導力を持ち、遼の高麗侵攻を勝利に導いた顕宗と彼の政治の師であった姜邯賛の生涯を描いた作品。主役のチェ・スジョンは10年ぶりの大河ドラマ出演となった。

## キャスト
- 姜邯賛：チェ・スジョン
- 顕宗：キム・ドンジュン
- ヤンギュ：チ・スンヒョン
- 元貞王后：イ・シア
- 元和王后：ユン·チェギョン
- 穆宗：ペク・ソンヒョン
- 康兆：イ・ウォンジョン
- 聖宗：キム・ヒョク
- 蕭排押：キム・ジュンべ

## スタッフ
- 演出：チョン・ウソン、キム・ハンソル
- 脚本：イ・ジョンウ